# Castell de Gaujiena
El Castell de Gaujiena (en estonià:Atsele ordulinnus, en alemany:  Schloss Adsel) són les ruïnes d'un antic castell situat a la regió històrica de Vidzeme al nord de Letònia. Fou construït entre el 1236 i el 1238. Greument danyat durant la Gran Guerra del Nord, l'estructura va ser abandonada.
Les primeres fonts del llavors conegut com castell d'Azteles, daten de la Crònica de Novgorod de 1111. En els territoris del Tractat de la divisió de Talava (1224) s'anomena Atzeli, dividida entre l'Ordre Livonià al nord, i l'Arquebisbat de Riga al sud. Ordre de Livonia hi és present des de 1238. El turó del castell formava part de l'antiga ruta comercial de Gauja a Pskov, i més tard com a centre de comandament de l'Ordre. Es desconeix el moment de la construcció del castell de pedra, els historiadors creuen que va passar a finals del segle xiii. Des de principis del segle xiv es conserva el segell del comandant de Gaujiena amb la inscripció “S [IGILLUM] COMENDATORIS IN ADZELE”.
Després de 1342, quan l'Orde va construir un comandament al castell de Marienburg a l'illa del llac Alūksne, el castell de Gaujiena es va convertir en un castell auxiliar. Els llibres comtals de 1465 i 1517 esmenten que el castell tenia un interior climatitzat amb una xemeneia, una porta del castell i un pati. Durant aquest temps, l'Orde va fortificar el pati i va construir una torre semicircular. Durant diversos anys, l'orde de Livonia va mantenir captiu l'arquebisbe de Riga Wilhelm von Brandenburg al castell de Gaujiena (1556-1557).
Immediatament després de l'inici de la Guerra de Livonia el 1558, el castell va ser ocupat i destruït per les tropes del tsar rus Ivan IV. L'any 1582 va ser ocupada per les tropes de la Confederació de Polònia i Lituània. Durant la Guerres Polaco-Sueques (1600-1629) el castell va ser conquerit pels suecs el 1600, però el 1602 va ser recuperat pels polonesos, i el 1621 de nou pels suecs.